# MTV Europe Music Awards 2023
La 30ª edizione degli MTV Europe Music Awards si è tenuta il 5 novembre 2023. I premi sono stati assegnati, fatta eccezione per alcune categorie, ma la cerimonia fisica che si sarebbe dovuta tenere presso la Paris Nord Villepinte di Parigi in Francia, è stata cancellata a seguito dello scoppio della guerra Gaza-Israele del 2023.
Il 4 ottobre 2023 sono state annunciate le candidature ufficiali. Taylor Swift è risultata essere l'artista più candidata con sette nomination, vincendo in tre categorie.

## Annuncio e cancellazione
L'11 maggio 2023 la società organizzatrice dell'evento ha annunciato che la premiazione si sarebbe tenuta a Parigi, città che aveva ospitato la cerimonia per la prima volta nel 1995.

Dopo l'inizio del conflitto Gaza-Israele del 2023, il 19 ottobre 2023, un portavoce di Paramount Global ha annunciato la cancellazione dello show a causa del conflitto:
La cerimonia è diventata la prima ad essere cancellata dalla sua stipulazione; nonostante la cancellazione, gli artisti nominati sono stati comunque premiati.

## Vincitori e candidati

### Miglior canzone
- Jung Kook e Latto – Seven
- Doja Cat – Paint the Town Red
- Miley Cyrus – Flowers
- Olivia Rodrigo – Vampire
- SZA – Kill Bill
- Taylor Swift – Anti-Hero
- Rema e Selena Gomez – Calm Down

### Miglior video
- Taylor Swift – Anti-Hero
- Cardi B e Megan Thee Stallion – Bongos
- Doja Cat – Paint the Town Red
- Little Simz – Gorilla
- Miley Cyrus – Flowers
- Olivia Rodrigo – Vampire
- SZA – Kill Bill

### Miglior artista
- Taylor Swift
- Doja Cat
- Miley Cyrus
- Nicki Minaj
- Olivia Rodrigo
- SZA

### Miglior gruppo
Nessun vincitore.
- Aespa
- Flo
- Jonas Brothers
- Måneskin
- NewJeans
- OneRepublic
- Seventeen
- TXT

### Miglior artista rivelazione
- Peso Pluma
- Coi Leray
- Flo
- Ice Spice
- PinkPantheress
- Reneé Rapp

### Migliore collaborazione
- Karol G e Shakira - TQG
- Central Cee e Dave - Sprinter
- David Guetta, Anne-Marie e Coi Leray - Baby Don't Hurt Me
- Metro Boomin, The Weeknd e 21 Savage - Creepin'
- PinkPantheress e Ice Spice - Boy's a Liar Pt. 2
- Rema e Selena Gomez - Calm Down

### Miglior Pop
- Billie Eilish
- Dua Lipa
- Ed Sheeran
- Miley Cyrus
- Olivia Rodrigo
- Taylor Swift

### Miglior Hip-Hop
- Nicki Minaj
- Cardi B
- Central Cee
- Lil Wayne
- Lil Uzi Vert
- Metro Boomin
- Travis Scott

### Miglior Rock
- Måneskin
- Arctic Monkeys
- Foo Fighters
- Metallica
- Red Hot Chili Peppers
- The Killers

### Miglior Latin
- Anitta
- Bad Bunny
- Karol G
- Peso Pluma
- Rosalía
- Shakira

### Miglior Alternative
- Lana Del Rey
- Blur
- Fall Out Boy
- Paramore
- Thirty Seconds to Mars
- Yungblud

### Miglior Elettronica
- David Guetta
- Alesso
- Calvin Harris
- Swedish House Mafia
- Peggy Gou
- Tiësto

### Miglior K-pop
- Jung Kook
- Fifty Fifty
- NewJeans
- Seventeen
- Stray Kids
- TXT

### Miglior R&B
- Chris Brown
- Chloe Bailey
- Steve Lacy
- Summer Walker
- SZA
- Usher

### Miglior Afrobeats
- Rema
- Asake
- Aya Nakamura
- Ayra Starr
- Burna Boy
- Davido

### Miglior Live
- Taylor Swift
- Beyoncé
- Burna Boy
- Ed Sheeran
- Måneskin
- SZA
- The Weeknd

### Best Push
- TXT
- Flo Milli
- Reneé Rapp
- Sam Ryder
- Armani White
- Fletcher
- Ice Spice
- Flo
- Lauren Spencer-Smith
- Kaliii
- GloRilla
- Benson Boone

### Migliori Fans
Nessun vincitore.
- Anitta
- Billie Eilish
- Blackpink
- Jung Kook
- Nicki Minaj
- Olivia Rodrigo
- Sabrina Carpenter
- Selena Gomez
- Taylor Swift

## Vincitori e candidati regionali

### Europa

#### Best UK & Ireland Act
- Tom Grennan
- Calvin Harris
- Central Cee
- PinkPantheress
- Raye
- Sam Smith

#### Best Nordic Act
- Käärijä (Finlandia)
- Alessandra Mele (Norvegia)
- Loreen (Svezia)
- Swedish House Mafia (Svezia)
- Zara Larsson (Svezia)

#### Best Dutch Act
- Flemming
- Idaly
- Kris Kross Amsterdam
- S10
- Zoë Tauran

#### Best German Act
- Kontra K
- Apache 207
- Ayliva
- Luciano
- Nina Chuba
- Ski Aggu

#### Best Swiss Act
- Gjon's Tears
- Danitsa
- KT Gorique
- Monet192
- Stress

#### Best French Act
- Bigflo & Oli
- Aime Simone
- Aya Nakamura
- Louane
- Ninho
- Slimane

#### Best Italian Act
- Måneskin
- Annalisa
- Elodie
- Lazza
- The Kolors

#### Best Spanish Act
- Samantha Hudson
- Abraham Mateo
- Álvaro de Luna
- Lola Índigo
- Quevedo

#### Best Portuguese Act
- Bispo
- Bárbara Tinoco
- Carolina Deslandes
- Marisa Liz
- Piruka

#### Best Polish Act
- Doda
- Kasia Nosowska
- Mrozu
- Sanah
- Vito Bambino

#### Best Hungarian Act
- Ajsa Luna
- Analog Balaton
- Beton.Hofi
- Co Lee
- Hundred Sins

#### Best Israeli Act
Nessun vincitore.
- Anna Zak
- Liad Meir
- Noa Kirel
- Nunu
- Shira Margalit

### Africa

#### Best African Act
- Diamond Platnumz (Tanzania)
- Asake (Nigeria)
- Burna Boy (Nigeria)
- Libianca (Camerun)
- Tyler ICU (Sud Africa)

### Asia

#### Best Indian Act
- Tsumyoki
- Dee MC
- Divine
- Mali
- When Chai Met Toast

#### Best Asia Act
- Be First (Giappone)
- Vachirawit Chiva-aree (Thailandia)
- Moira Dela Torre (Filippine)
- Tiara Andini (Indonesia)
- Treasure (Corea del Sud)

### Australia e Nuova Zelanda

#### Best Australian Act
- Kylie Minogue
- Budjerah
- G Flip
- The Kid Laroi
- Troye Sivan

#### Best New Zealand Act
- Six60
- Benee
- JessB
- Jolyon Petch
- L.A.B.

### America

#### Best Brazilian Act
- Matuê
- Anavitória
- Kevin o Chris
- Luísa Sonza
- Manu Gavassi

#### Best Latin America North Act
- Kenia Os
- Danna Paola
- Kevin Kaarl
- Siddhartha
- Natanael Cano

#### Best Latin America Central Act
- Feid
- Blessd
- Manuel Turizo
- Ryan Castro
- Sebastián Yatra

#### Best Latin America South Act
- Lali Espósito
- Bizarrap
- Duki
- Fito Páez
- Nicki Nicole

#### Best Caribbean Act
- Young Miko
- Eladio Carrión
- Mora
- Myke Towers
- Rauw Alejandro

#### Best Canadian Act
- Shania Twain
- Charlotte Cardin
- Drake
- Jamie Fine
- The Beaches

#### Best US Act
- Nicki Minaj
- Doja Cat
- Olivia Rodrigo
- SZA
- Taylor Swift